# Liste de jeux vidéo de tennis
Cette liste de jeux vidéo de tennis recense des jeux vidéo de sport basés sur le tennis.
- Haut – A
- B
- C
- D
- E
- F
- G
- H
- I
- J
- K
- L
- M
- N
- O
- P
- Q
- R
- S
- T
- U
- V
- W
- X
- Y
- Z

## 0-9
- 4D Sports Tennis

## A
- Ace o Nerae!
- Actua Tennis
- Advantage Tennis
- Agassi Tennis Generation
- Andre Agassi Tennis
- Anna Kournikova's Smash Court Tennis
- AO International Tennis
- Arnaud Clément Tennis
- ATP Tour Championship Tennis

## B
- Baby Felix Tennis
- Bomberman Hardball

## C
- Capcom Sports Club
- Centre Court Tennis
- Championship Tennis
- Coupe Davis

## D
- David Crane's Amazing Tennis
- Davis Cup Tennis
- Davis Cup World Tour
- Droopy's Tennis Open

## E
- Everybody's Tennis
- Everybody's Tennis Portable

## F
- Family Tennis 3D
- Fantasy Tennis
- Final Match Tennis
- Full Ace Tennis Simulator

## G
- Grand Chelem Tennis
- Grand Chelem Tennis 2
- Great Courts
- Great Courts 2

## H
- Hard Hitter 2

## I
- IMG International Tour Tennis
- International Tennis Open

## J
- Jennifer Capriati Tennis
- Jimmy Connors Tennis

## K
- Kinect Sports: Season Two

## M
- Mario Power Tennis
- Mario Sports Superstars
- Mario Tennis
- Mario Tennis Aces
- Mario Tennis Open
- Mario Tennis: Power Tour
- Mario Tennis: Ultra Smash
- Mario's Tennis

## N
- Namco Tennis Smash Court

## O
- Outlaw Tennis

## P
- Pete Sampras Tennis
- Pete Sampras Tennis '97
- Pocket Tennis Color
- Power Serve
- Pro WTA Tour Tennis

## R
- Racket Attack
- Racket Sports
- Rafa Nadal Tennis
- Real Tennis 2009
- RealSports Tennis
- Roland Garros 2000
- Roland Garros 2001
- Roland Garros 2002
- Roland Garros 2003

## S
- Sampras Tennis 96
- Sega Superstars Tennis
- Shin Tennis no Ōjisama: Go to the Top
- Slam Tennis
- Smash Court 3
- Smash Court Tennis Pro Tournament
- Smash Court Tennis Pro Tournament 2
- Smash Court Tennis 3
- Snoopy Tennis
- Sports Champions 2
- Super Pocket Tennis
- Super Tennis

## T
- Tennis (1980)
- Tennis (1981)
- Tennis (1984)
- Tennis (2018)
- Tennis Arena
- Tennis Cup
- Tennis Cup II
- Tennis Elbow
- Tennis Elbow 2006
- Tennis Elbow 2013
- Tennis Elbow Manager
- Tennis for Two
- Tennis in the Face
- Tennis Masters Series
- Tennis Masters Series 2003
- Tennis no Ōjisama 2003 (Cool Blue et Passion Red)
- Tennis no Ōjisama 2004 (Glorious Gold et Stylish Silver)
- Tennis no Ōjisama 2005
- Tennis no Ōjisama: Aim at The Victory
- Tennis no Ōjisama: Card Hunter
- Tennis no Ōjisama: DokiDoki Survival - Sanroku no Mystic
- Tennis no Ōjisama: DokiDoki Survival - Umibe no Secret
- Tennis no Ōjisama: Doubles no Ōjisama (Girls, Be Gracious! et Boys, Be Glorious!)
- Tennis no Ōjisama: Driving Smash! Side Genius
- Tennis no Ōjisama: Driving Smash! Side King
- Tennis no Ōjisama: Gakuensai no Ōjisama
- Tennis no Ōjisama: Genius Boys Academy
- Tennis no Ōjisama Gyutto! Dokidoki Survival Umi to Yama no Love Passion
- Tennis no Ōjisama: Kiss of Prince (Flame et Ice)
- Tennis no Ōjisama: Love of Prince (Bitter et Sweet)
- Tennis no Ōjisama: Motto Gakuensai no Ōjisama - More Sweet Edition
- Tennis no Ōjisama: Rush and Dream!
- Tennis no Ōjisama: Smash Hit!
- Tennis no Ōjisama: Smash Hit! 2
- Tennis no Ōjisama: Sweat and Tears
- Tennis no Ōjisama: Sweat and Tears 2
- Tennis World Tour
- Top Players' Tennis
- Top Spin
- Top Spin 2
- Top Spin 3
- Top Spin 4

## V
- Virtua Tennis
- Virtua Tennis 2
- Virtua Tennis 3
- Virtua Tennis 4
- Virtua Tennis 2009
- Virtua Tennis Challenge
- Virtua Tennis: World Tour

## W
- Wii Sports
- Wii Sports Club
- Wii Sports Resort
- Wimbledon Championship Tennis

## Y
- Yannick Noah 2000
- Yannick Noah All Star Tennis '99
- Yannick Noah Great Courts 3